# Kutasi Róbert
Kutasi Róbert (Budapest, 1964. február 1. – Budapest, 2012. március 1.) labdarúgó, sportvezető, a REAC klubigazgatója 2001-től haláláig.

## Élete
1982-ben a Bp. Volánból a 22. sz. Volánhoz került kölcsön egy szezonra. Az élvonalban mindössze egy mérkőzésen szerepelt a Bp. Volán csapatában 1983 augusztusában. 1984 tavaszától ismét a 22. sz. Volánban szerepelt. 1984 nyarán bevonult katonának és a Bp. Honvéd játékosa lett. Itt az év végéig játszott a második csapatban. 1986 nyarán néhány mérkőzésen Dorogon szerepelt. Az 1986-1987-es téli szünetben igazolt a Ganz-MÁVAG-ba.
1990-től haláláig a Sport plusz Foci újság munkatársa volt. Rövid ideig a Nemzeti Sportnál is dolgozott. Az újságíró válogatott csapatkapitánya volt.
Sportvezetőként először a BVSC-nél tevékenykedett. Itt Simon Tiborral dolgozott együtt 1999 és 2001 között. 2001-től haláláig a REAC klubigazgatója volt. 2002-ben átmenetileg a csapat vezetőedzői munkáit is ellátta.
2000-ben a Magyar Labdarúgó-szövetség sajtófőnöke volt Bicskei Bertalan szövetségi kapitány munkáját segítve. A labdarúgó szövetség elnökségi tagja is volt. A 2010-ben létrejött elnökség felállításában jelentős szervezői munkát vállalt. Halálakor az NB II-es Bizottság elnöke volt.

## Halála
2012. február 28-án, kedden hat akkori, illetve korábbi REAC játékost állított elő a rendőrség és helyezett előzetes letartóztatásba a fogadási csalásokkal kapcsolatban. Az ügyészség szerint 2007 és 2009 között nyolc mérkőzés eredményét befolyásolták. A Nemzeti Sport 2012. március 1-jén, csütörtökön közölt interjút Kutasival, aki fogadási csalások ellen küzdők egyik élharcosa volt:
Vége az életemnek (...) Amiért harcoltam, mind semmivé vált, abban a klubban gyűrt maga alá a mocsok, amelyért dolgoztam, azok az emberek tettek tönkre, akikben megbíztam. Csúzlival lövöldöztem az aknavetőkre, s belátom, vereséget szenvedtem.
Kutasi még aznap 16 óra körül a XIV. kerületi Kassai téri toronyház tetejéről a mélybe vetette magát és szörnyet halt.

## Sikerei, díjai
- Rákospalota, Pestújhely, Újpalota Érdemérem (2011)[5]